# Agrias subrubronigra
Agrias subrubronigra är en fjärilsart som beskrevs av Le Moult 1926. Agrias subrubronigra ingår i släktet Agrias och familjen praktfjärilar. Inga underarter finns listade i Catalogue of Life.